# 7,5 cm Infanteriegeschütz 37
7,5 cm Infanteriegeschütz 37, сокращённо 7,5 cm IG 37 (нем. 7,5 см пехотное орудие) — немецкое 75-мм пехотное (полковое) и противотанковое орудие, состоявшее на вооружении вермахта в годы Второй мировой войны (в качестве противотанкового имело индекс 7,5 cm PaK 37.
Орудия датируются 1937 годом, хотя большая часть была произведена в 1944—1945 годах. Де-факто было составлено из частей разнообразных орудий: лафет был частично заимствован у немецкой PaK 35/36 и советской 1-К. Ствол был взят у IG 42.
Пушка могла использоваться не только в качестве полкового орудия, но и в качестве средства борьбы с танками. Для этого использовался мощный противотанковый снаряд массой около 500 г, который пробивал под прямым углом броню толщиной 85 мм со скоростью 395 м/с. Первые 84 орудия были собраны в июне 1944 года, за период войны немцы собрали 1304 таких орудия.